# Хлебобулочное изделие

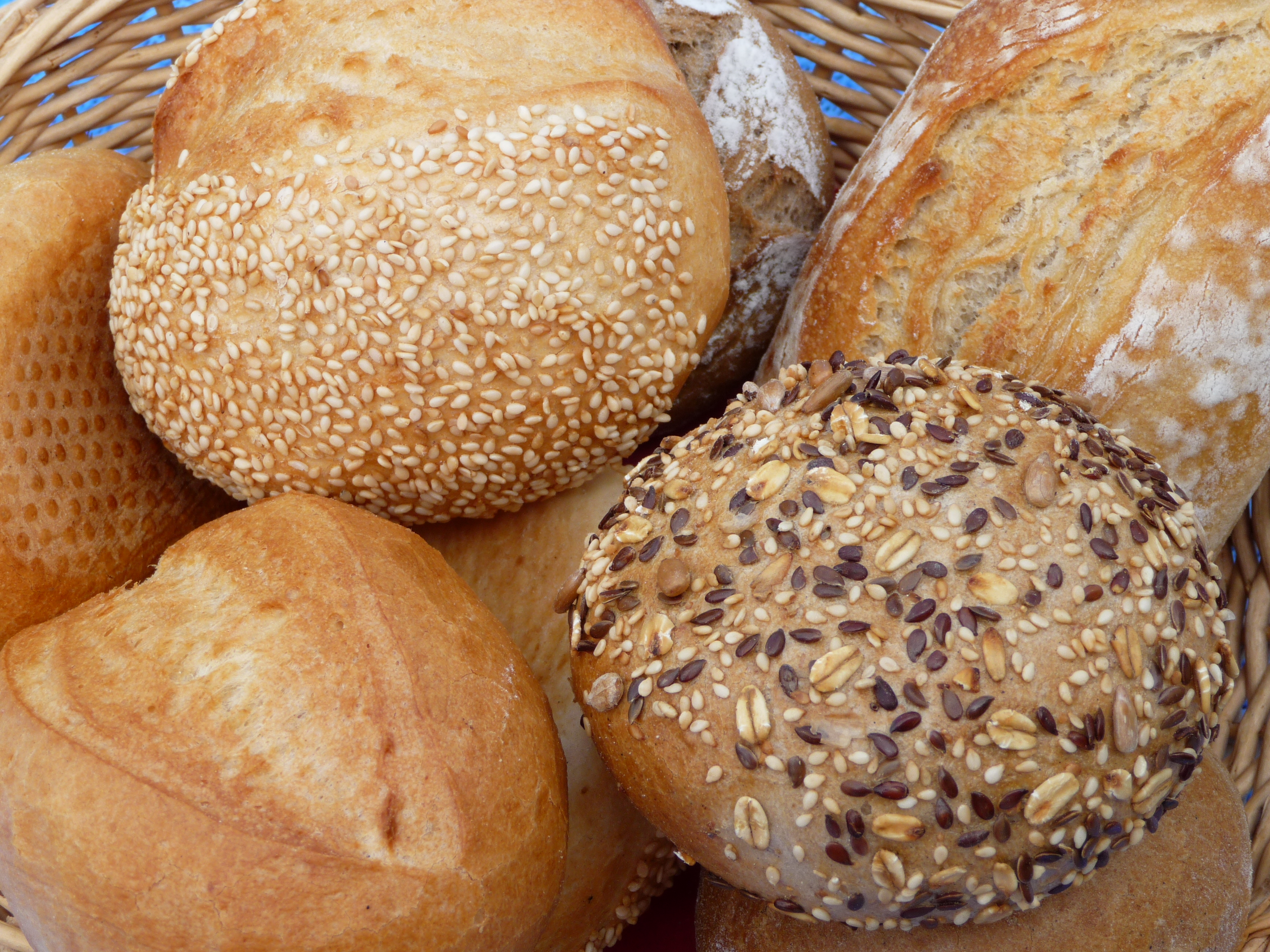
Немецкие булочные изделия

Хлебобу́лочные изделия — пищевые продукты, получаемые методом выпекания из теста (состоящего как минимум из муки, воды и соли), разрыхлённого дрожжами или закваской. К ним относятся хлеб, булочные изделия, изделия пониженной влажности, пироги, пирожки, пончики.
Значительная доля хлебобулочных изделий производится в домашних хозяйствах и на производствах малых форм — в пекарнях, булочно-кондитерских лавках, кафе. Механизированное хлебопечение на хлебозаводах характерно в большей степени для СССР и стран постсоветского пространства, промышленный выпуск других категорий хлебобулочных изделий (прежде всего, хлебных закусок и мучнистых кондитерских изделий) характерен для большинства индустриально развитых стран.
Основное сырьё для производства хлебобулочных изделий: мука, хлебопекарные дрожжи, соль, вода. Дополнительное сырьё применяют для обеспечения специфических органолептических и физико-химических свойств изделий.
К полуфабрикатам относят жидкие и активированные дрожжи, закваску, опару, тесто, яичную смазку (отделочный полуфабрикат) и множество других продуктов.
Типичные стадии в технологиях изготовления хлебобулочных изделий — приготовление теста, разделка (формирование заготовок изделий из теста) и выпечка; существуют разнообразные вариации в технологиях приготовления, например, тестовые заготовки некоторых изделий перед выпечкой обвариваются в кипятке (бараночные изделия, бейглы), хлеб и мучнистые кондитерские изделия выпекаются из замороженных тестовых заготовок непосредственно в местах реализации.

## Этимология
Русское слово булка родственна индийскому слову phulka, которая, впрочем, является синонимом лепешки чапати. Однако некоторые исследователи связывают слово булка с итальянским bulla (ср. булла (амулет), булава).

## Классификация
В зависимости от технологии выпечки могут выделяться различные классы изделий. Так, например, формовые изделия выпекаются в хлебопекарных формах, а по́довые — на хлебопекарном листе, про́тивне, поду́ пекарной камеры или люльки. Различные категории изделий могут выделяться также в зависимости от рознично-торговой специфики — весовые нарезные (например, хлеб в крупных буханках), рассыпные (весовые и фасованные), штучные, в СССР, например, использовалась особая стандартизованная группа мелкоштучных булочных изделий массой до 200 грамм (для таких изделий, как булочки, рогалики, круассаны).
По массе
Хлеб — изделие без начинки с влажностью более 19 % и массой более 500 г.

Булочное изделие (булка) — изделие без начинки с влажностью более 19 % и массой 500 г и менее. Мелкоштучное булочное изделие — изделие массой менее 200 г.
По содержанию сдобы

Сдобное хлебобулочное изделие — изделие с содержанием сахара и (или) жиров 14 % и более к массе муки. В сравнении с обычной выпечкой сдобные изделия более питательны и медленнее черствеют. Примеры сдобных мелкоштучных изделий: булочки (булочка с кремом, булочка слоёная, бантик, конвертик, уголок, розанчик с вареньем, слойка с сыром, слойка с яблоками), плюшка (московская, с маком), крендель, сдоба (выборгская, выборгская детская фигурная), детский жаворонок, любительские изделия.
По содержанию влаги
Хлебобулочное изделие пониженной влажности — изделие с влажностью 19 % и менее. К ним относятся бараночные изделия (в том числе бублики), сухари, гренки, хрустящие хлебцы, соломка, хлебные палочки.
По виду муки
- Пшеничное изделие.
- Пшенично-ржаное — с содержанием ржаной муки менее 50 %[1].
- Ржано-пшеничное — с содержанием ржаной муки 50 % и более[1].
- Ржаное.